# Кубок Андорри з футболу 2006
Кубок Андорри з футболу 2006 — 14-й розіграш кубкового футбольного турніру в Андоррі. Переможцем вчетверте поспіль стала Санта-Колома.

## Календар
| Раунд        | Дата           | Матчі | Клуби   |
| ------------ | -------------- | ----- | ------- |
| Перший раунд | 22 січня 2006  | 3     | 15 → 12 |
| Другий раунд | 5 лютого 2006  | 4     | 12 → 8  |
| 1/4 фіналу   | 7 травня 2006  | 4     | 8 → 4   |
| 1/2 фіналу   | 10 травня 2006 | 2     | 4 → 2   |
| Фінал        | 13 травня 2006 | 1     | 2 → 1   |

## Перший раунд
| Команда 1                      | Рахунок | Команда 2                |
| ------------------------------ | ------- | ------------------------ |
| 22 січня 2006                  |         |                          |
| Принсіпат II (2)               | 0:3     | Енкамп (2)               |
| Каса Естрелла дель Бенфіка (2) | 4:1     | Санта-Колома II (2)      |
| Лузітанос II (2)               | 2:0     | Спортінг (Ескальдес) (2) |

## Другий раунд
| Команда 1                      | Рахунок | Команда 2                   |
| ------------------------------ | ------- | --------------------------- |
| 5 лютого 2006                  |         |                             |
| Енкамп (2)                     | 3:4     | Інтер (Ескальдес-Енгордань) |
| Каса Естрелла дель Бенфіка (2) | 2:3     | Атлетік (Ескальдес)         |
| Лузітанос II (2)               | 0:2     | Екстременья                 |
| Енгордані (2)                  | 2:1     | Принсіпат                   |

## 1/4 фіналу
| Команда 1                   | Рахунок      | Команда 2    |
| --------------------------- | ------------ | ------------ |
| 7 травня 2006               |              |              |
| Інтер (Ескальдес-Енгордань) | 2:3 дч       | Ранжерс      |
| Атлетік (Ескальдес)         | 0:0 пен. 6:7 | Лузітанос    |
| Екстременья                 | -:+          | Санта-Колома |
| Енгордані (2)               | 0:5          | Сан-Жулія    |

## 1/2 фіналу
| Команда 1      | Рахунок      | Команда 2 |
| -------------- | ------------ | --------- |
| 10 травня 2006 |              |           |
| Ранжерс        | 0:0 пен. 4:2 | Лузітанос |
| Санта-Колома   | 1:0          | Сан-Жулія |

## Фінал
| 13 травня 2006 |

| Санта-Колома | 1:1 пен. 5:3 | Ранжерс    |
| ------------ | ------------ | ---------- |
| Лео 90'      |              | Пареха 61' |

| Комуналь д'Айшовалль, Айшоваль |